# Acrotrichis montandoni
Acrotrichis montandoni ist ein Käfer aus der Familie der Zwergkäfer (Ptiliidae). 

## Merkmale
Die Käfer erreichen eine Körperlänge von 0,65 bis 0,7 Millimetern. Der Körper ist schwarz gefärbt und weist keinen metallischen Schimmer auf, selten sind die Deckflügel dunkelbraun gefärbt. Ihm fehlen Tasterborsten an den Seiten. Er ist leicht gewölbt und verhältnismäßig lang, seine Seiten sind parallel. Zudem ist er anliegend behaart. Der stark glänzende Halsschild ist gelegentlich an den Seiten dichter, ansonsten locker punktförmig strukturiert. Die Deckflügel sind auf der gesamten Länge nahezu gleich breit und hinten nur sehr schwach verjüngt. Der Halsschild ist nicht oder nur geringfügig breiter als die Deckflügel. Acrotrichis montandoni ist etwas größer als der ähnliche Acrotrichis chevrolati. Die Fühler sind dunkelbraun mit hellen Basalgliedern. Gelegentlich sind sie auch komplett rotbraun. Die Beine sind rötlich gelb, die Schienen (Tibien) der Vorderbeine sind an der Unterseite apikal mit einer Reihe immer größer werdender Borsten versehen.

## Vorkommen und Lebensweise
Die Art ist in Europa, außer im hohen Norden sowie am Kaukasus verbreitet. Sie ist in Mitteleuropa weit verbreitet, aber eher selten. Man findet sie auch in hohen Lagen, in Kärnten etwa bis 2300 Meter Seehöhe. Die Tiere leben unter Mist, faulendem Pflanzenmaterial und an Pilzen sowie myrmekophil mit Ameisen, wie etwa der Roten Waldameise (Formica rufa).